# Cuxac-d'Aude
Cuxac-d'Aude (en occitan Cuxac d'Aude) là một xã của Pháp nằm ở tỉnh Aude trong vùng Occitanie.
Người dân địa phương trong tiếng Pháp gọi là Cuxanais.
Xã này thuộc vùng đô thị Narbonne

## Hành chính
| Danh sách các xã trưởng |           |                  |      |         |
| Giai đoạn               | Giai đoạn | Tên              | Đảng | Tư cách |
| tháng 3 năm 2001        | 2008      | Louis Molveau    | UDF  |         |
| tháng 3 năm 2008        | 2014      | Rolande Pociello | PS   |         |

## Thông tin nhân khẩu
| Năm | 1962  | 1975  | 1982  | 1990  | 1999  | 2007  |
| --- | ----- | ----- | ----- | ----- | ----- | ----- |
| Dân số | 2 162 | 2 490 | 3 014 | 3 998 | 4 272 | 4 343 |
| From the year 1962 on: No double counting—residents of multiple communes (e.g. students and military personnel) are counted only once. |       |       |       |       |       |       |